# Hungersnot von 1315–1317
Die Hungersnot von 1315–1317, vereinzelt auch als Der große Hunger bezeichnet, war eine Hungersnot in weiten Teilen Europas. Sintflutartige Regenfälle vernichteten die Ernten in den Jahren 1315 bis 1317. Lange Winter und Überschwemmungen verschärften die Ernährungslage. Hungersnöte und Tierseuchen traten noch bis 1322 auf. Betroffen waren unter anderem das Heilige Römische Reich (u. a. Gebiete in Deutschland, Österreich und den Niederlanden), Frankreich, die Britischen Inseln, Skandinavien, Osteuropa, Spanien und in geringerem Maße Norditalien. Die Preise für Getreide stiegen enorm, die Menschen ernährten sich von ungesunden Ersatzstoffen oder sogar von verseuchten Tieren. Mehrere Millionen Menschen starben. An vielen Orten mussten die Kirchhöfe erweitert werden, ganze Dörfer starben aus und wurden zu Wüstungen.

## Verlauf
Hydrologische Rekonstruktionen der Frühlings- und Sommerbodenfeuchtigkeit zeigen die extrem feuchten Jahre, die sich beginnend 1314 auf den Britischen Inseln und im heutigen Frankreich, in den Jahren 1315 und 1316 über Mitteleuropa, den Süden Skandinaviens bis an das Schwarze Meer und das Baltikum ausdehnten. Starke Überschwemmungen mit verheerenden Hochwasserschäden sind entlang der Donau in Bayern und Österreich, aber auch an der Elbe und in Thüringen sind für das Jahr 1316 überliefert. Im Jahr 1317 normalisierten sich die Verhältnisse in West- und Mitteleuropa. Süditalien blieb weitgehend verschont, der Nordosten Skandinaviens zeigt ein entgegengesetztes Muster.
Die feuchte und kalte Witterung der Jahre 1315–1317 traf auf eine verwundbare Gesellschaft: Im Hochmittelalter war es in weiten Teilen Europas zu einem starken Bevölkerungswachstum gekommen. Die Landwirtschaft war intensiviert und auf marginale Flächen ausgeweitet, landwirtschaftliche Güter waren zunehmend geteilt worden. Dem britischen Wirtschaftshistoriker Michael M. Postan zufolge hatte die Agrarproduktion Anfang des 14. Jahrhunderts ihren Höhepunkt erreicht, die Bodenerschöpfung danach nahm zu. Der britische Historiker Philip Slavin weist auf eine Reihe institutioneller Umstände hin – ein auf Preissteigerungen spekulierendes Horten von Getreide, kriegerische Auseinandersetzungen, ein für feuchte Witterung anfälliges Transportsystem und unzureichende Möglichkeiten armer Bauern, Getreide zu lagern –, die erst aus den Ernteausfällen eine Hungersnot gemacht hätten.